# Danasari (Cisaga)
Danasari is een bestuurslaag in het regentschap Ciamis van de provincie West-Java, Indonesië. Danasari telt 2062 inwoners (volkstelling 2010).